# Burgring (Goddelsheim)
Mit Burgring werden die Reste einer ehemaligen Wallburg  zwischen Goddelsheim und Medebach  im nordhessischen Landkreis Waldeck-Frankenberg bezeichnet.

## Lage

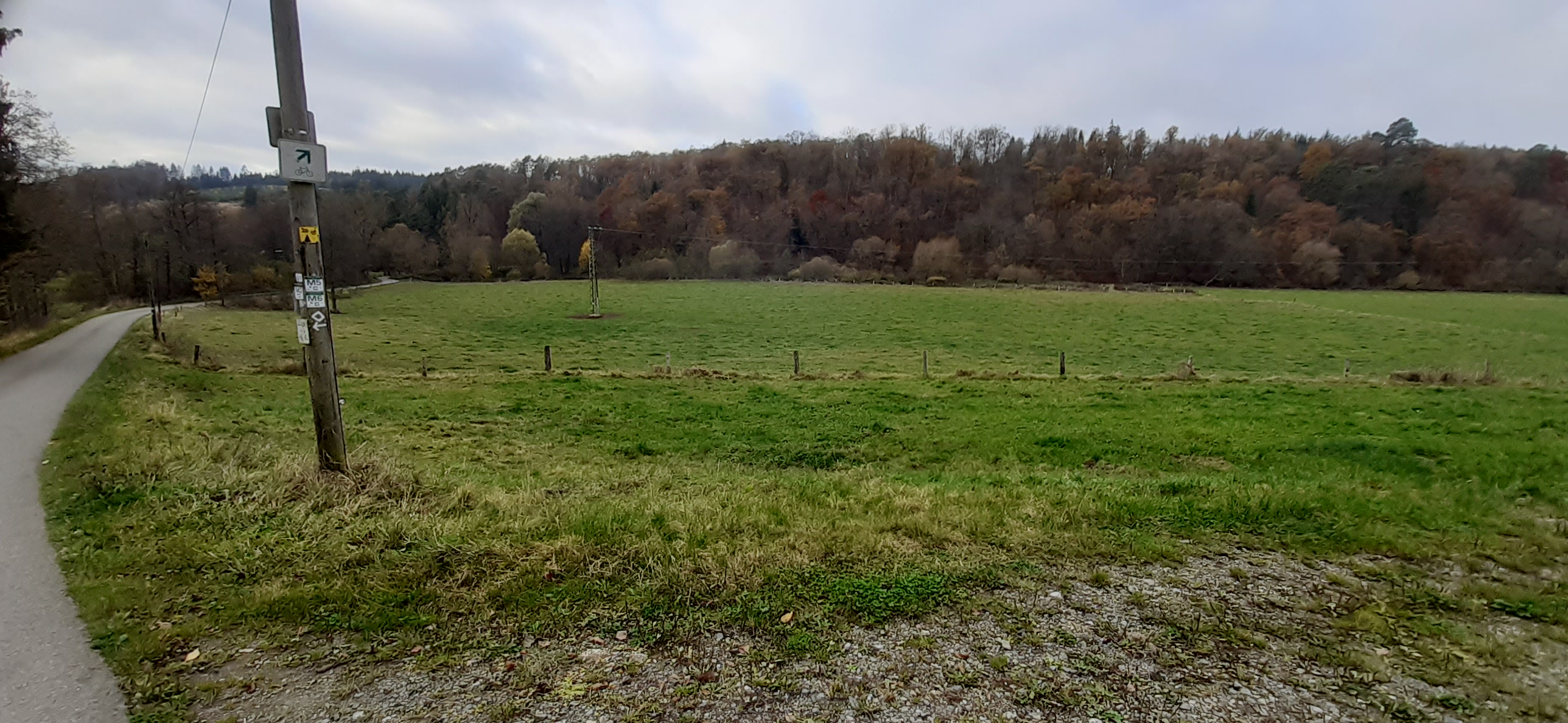
Blick über das Aar-Tal (Wilde Aa) nach Westen über die Wüstung Wedinghausen zum Burgring auf dem Burgberg

Die Wallburg liegt auf einer Anhöhe mit einem breiten Geländevorsprung westlich oberhalb der Aar, der im Südwesten, im Süden und im Südosten steil abfällt. Östlich im Tal lag die Wüstung Wedinghausen.

## Anlage
Sie ist vermutlich aus karolingischer oder ottonischer Zeit. Die Datierung beruht auf Analogie ähnlicher Anlagen im nordhessischen Raum. Es handelt sich um eine schildförmige Wallburg mit Spitzgraben und einem, teilweise durch mit Mörtelmauern abgestütztem, Wall. Sie befindet sich westlich von Goddelsheim über dem Aartal. Die etwa 3,075 ha große Ringwallanlage hat eine Ausdehnung von etwa 220 mal 190 Metern und einen Umfang am äußeren Wall von 677 Metern. Die Wallburg hatte ein Haupttor im Westen und einen zweiten Zugang im Osten, die sogenannte „Wasserpforte“. Sie lag erhöht über dem Ort.
Ende des 19. Jahrhunderts wird die Anlage so beschrieben: „Unweit Medebach nach Corbach im Waldeckchen zu liegt ein Burgring, der in einer Höhe von 6—8 m eine Fläche von 14 Morgen umschließt, in welcher 2 brunnenartige Vertiefungen, alte Tränken, sich finden.“
Der Burgring wurde 1936 und 1938 von Willi Görich und Ulrich Bockshammer archäologisch mit vier Grabungsschnitten durch den Befestigungswall untersucht. Scherben oder sonstiges Fundmaterial wurde nicht gefunden.  Eine für 1940 geplante Untersuchung der Toranlagen kam wegen des Kriegsbeginns nicht mehr zustande.
Da Urkunden fehlen ist die rechtliche Stellung und Funktion der Wallburg nicht feststellbar. Es wird davon ausgegangen, dass sie spätestens im 12. Jahrhundert ohne Funktion war und verfiel.

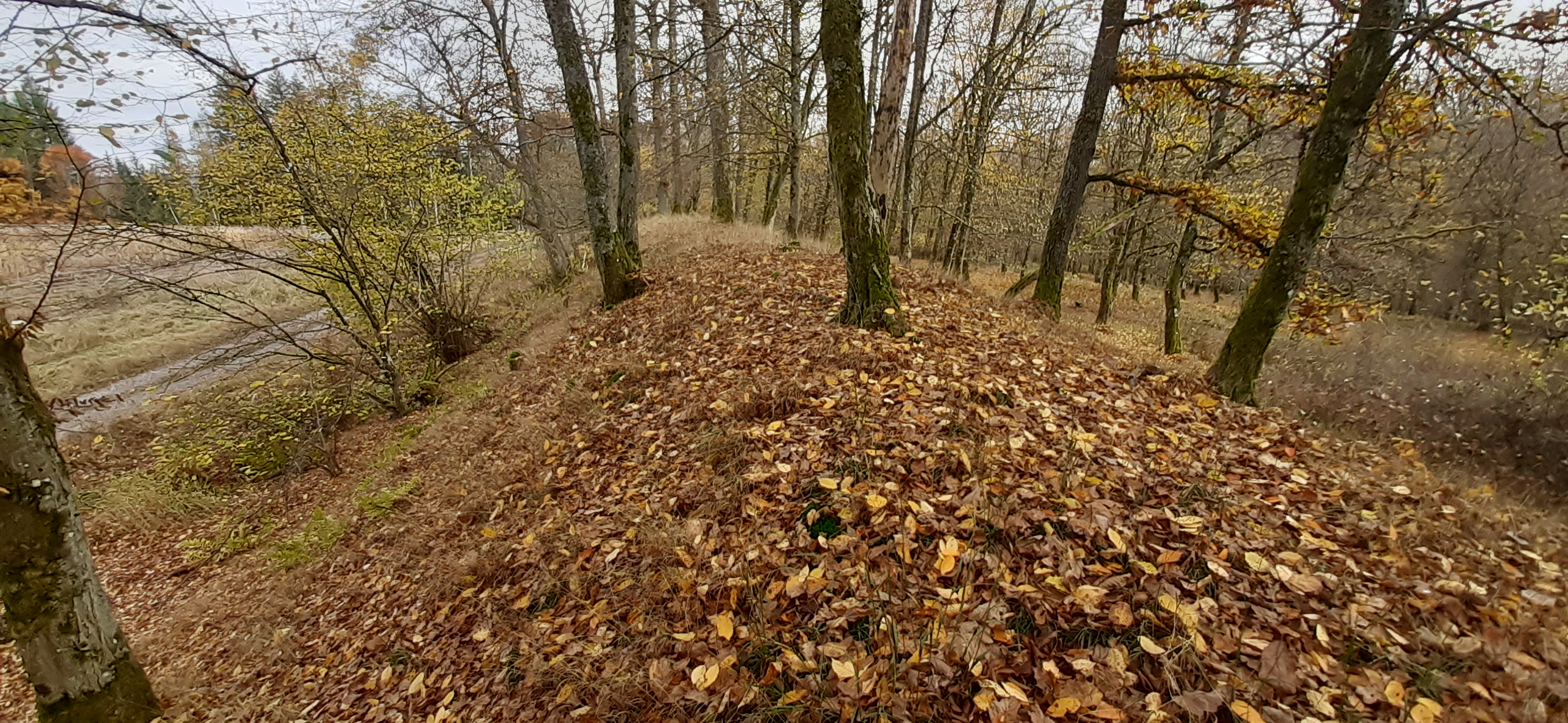
Burgwall im Westen (höchster Punkt)
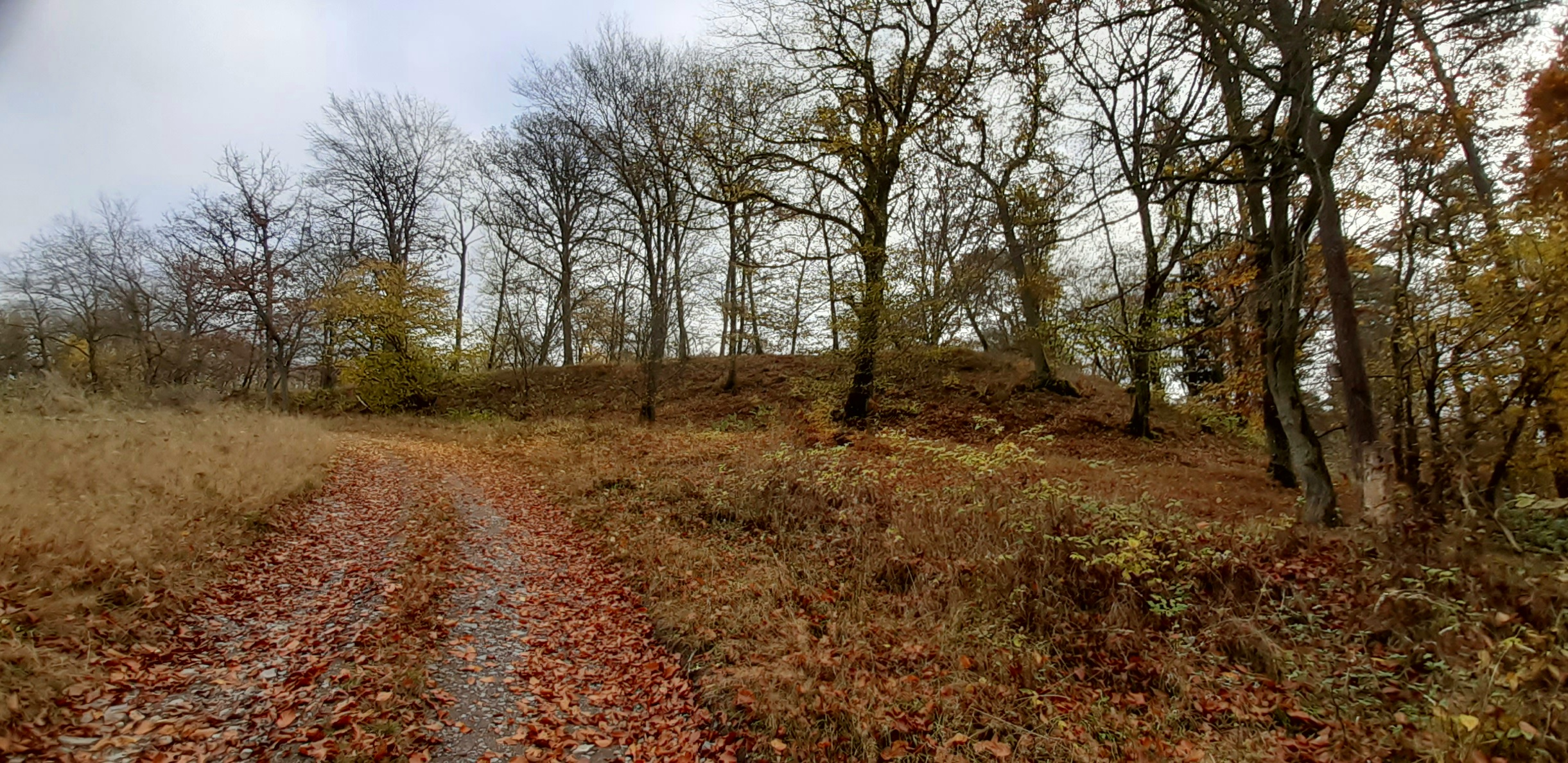
Burgring an der Südwestecke
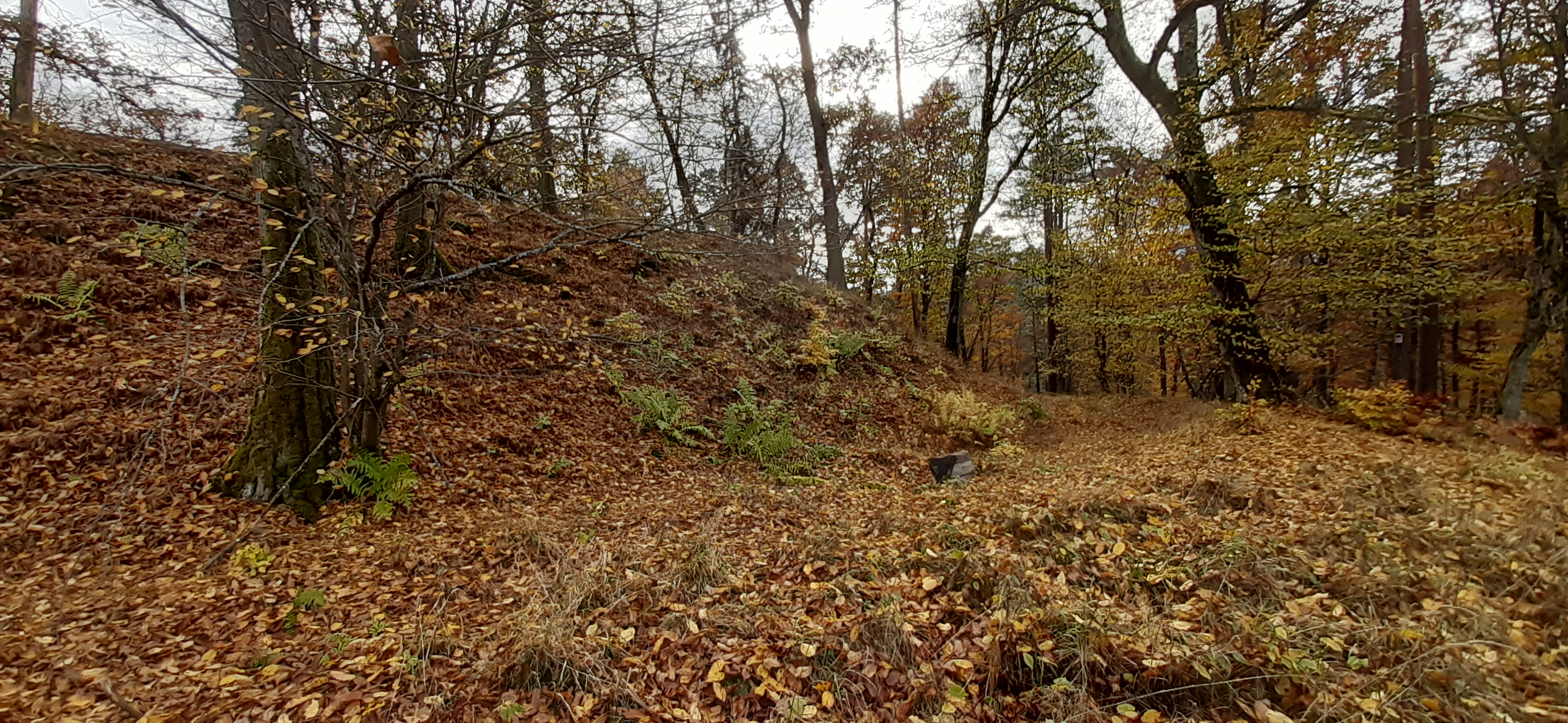
Verlandeter Graben vor dem Wall (SW-Ecke)
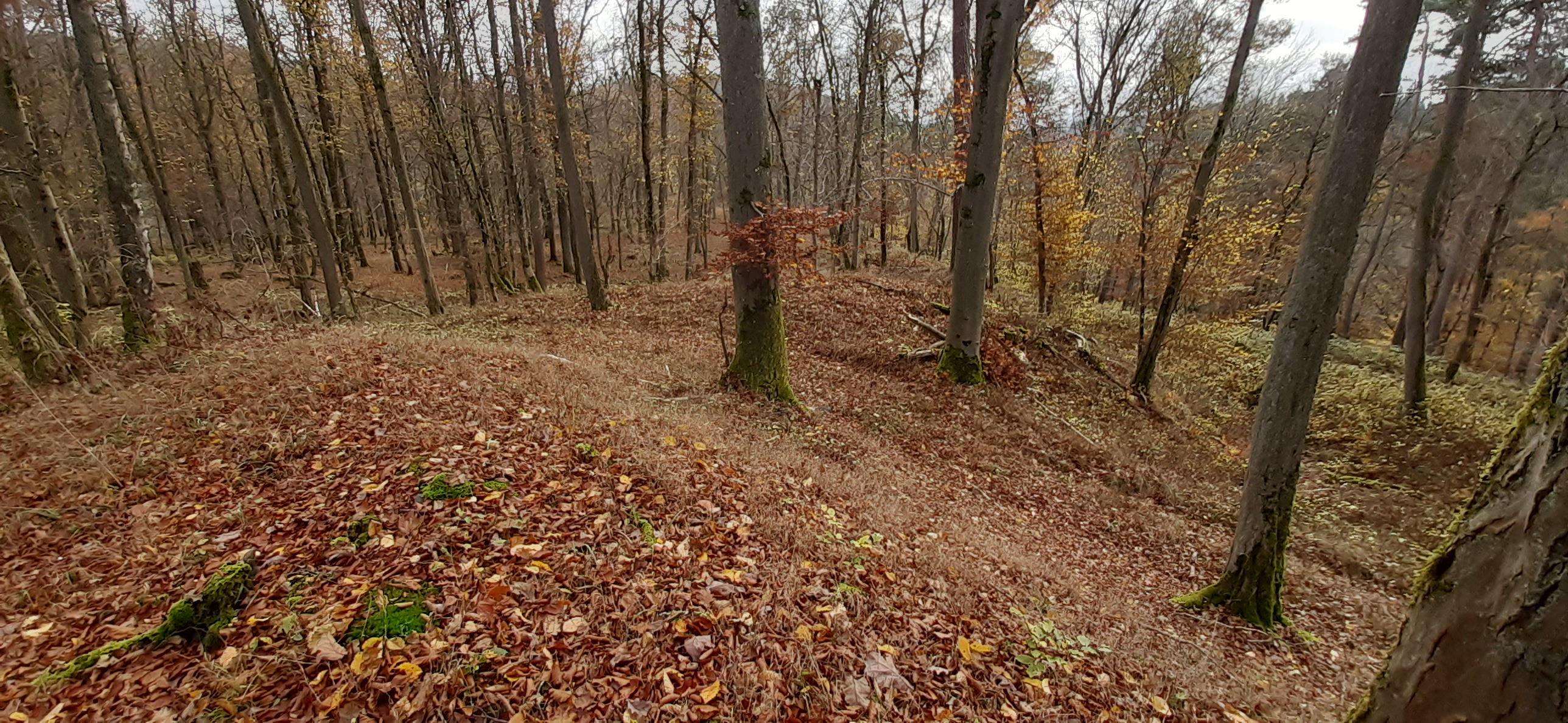
Zangentor im Süden
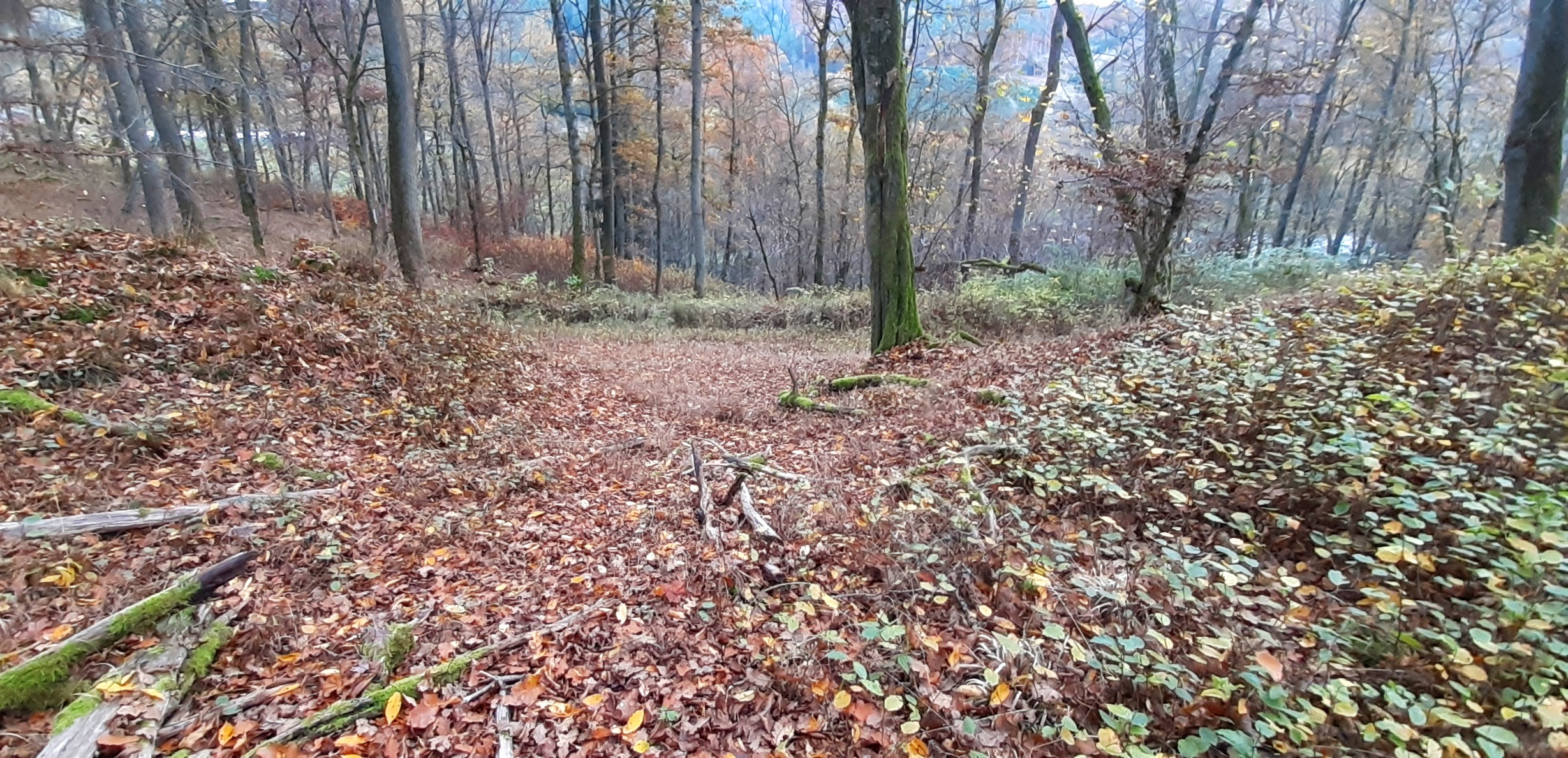
Blick vom Wall ins Ahrtal Richtung Osten zur Wüstung Wedinghausen
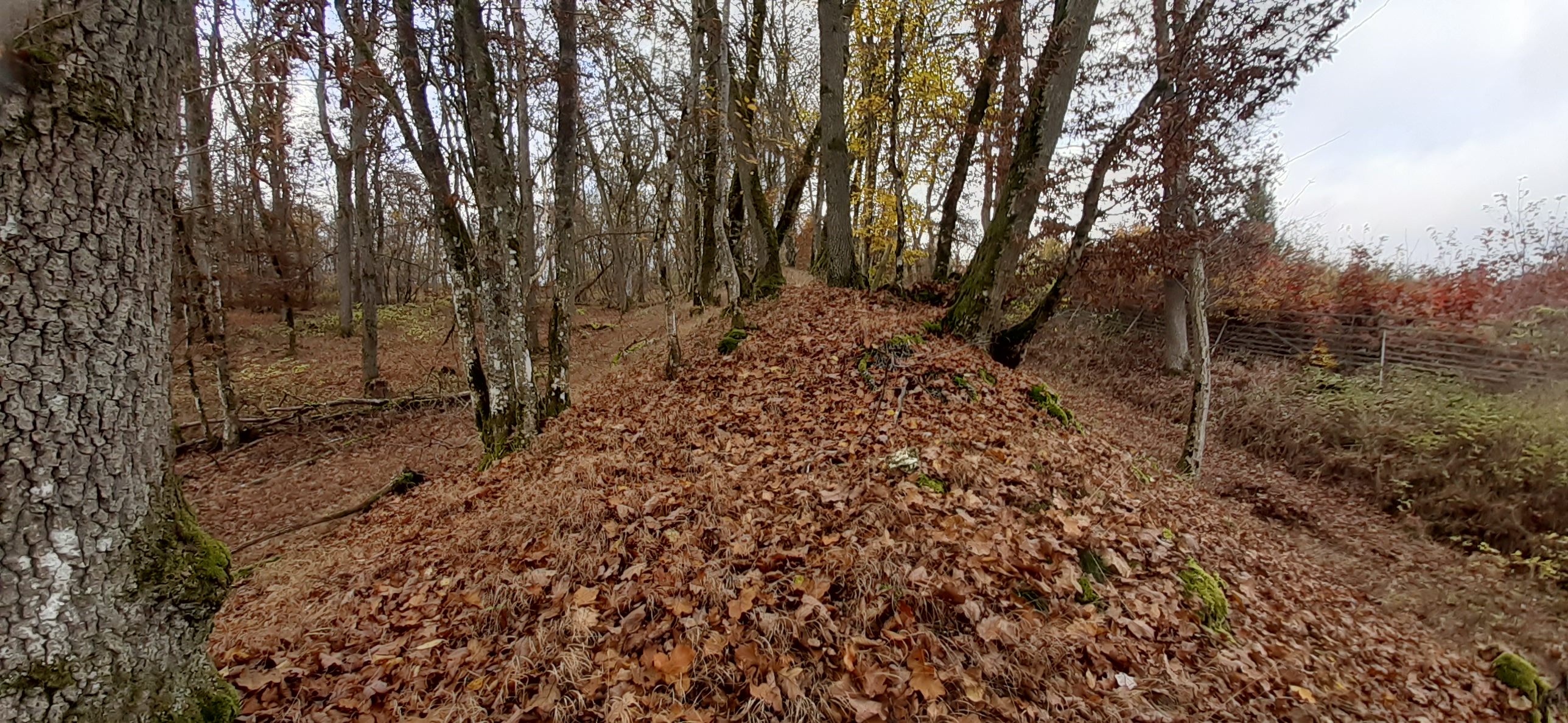
Standort Wall im Nordosten, Blick entlang der Wallkrone Ri. Westen
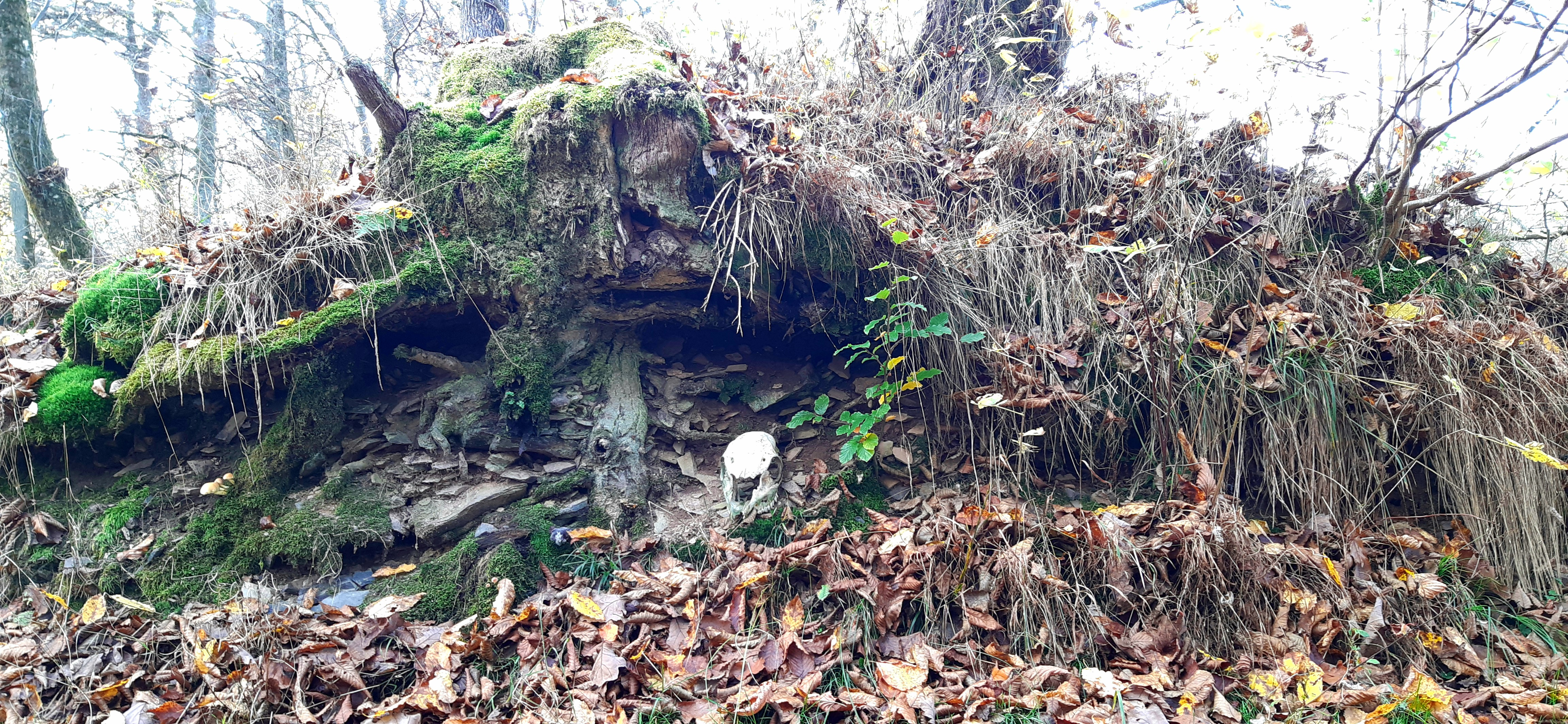
Neuzeitlicher Walldurchbruch im Westen des Burgrings